# Aphaenogaster mayri
Aphaenogaster mayri là một loài kiến đã tuyệt chủng của trong phân họ Myrmicinae được biết đến từ một loạt các hóa thạch Eocen muộn tìm thấy ở Bắc Mỹ. A. mayri là một trong hai loài Aphaenogaster được mô tả trong một bài viết năm 1930 của Frank M. Carpenter.

## Lịch sử và phân loại
Aphaenogaster donisthorpei được biết đến từ một loạt các hóa thạch côn trùng dưới dạng hóa thạch dấu vết nén được bảo quản trong đá phiến sét của thành hệ Florissant ở Colorado. Thành hệ này bao gồm các trầm tích hồ bảo quản một tập hợp các loài côn trùng đa dạng. Những côn trùng và thực vật cho thấy một bầu không khí tương tự như bầu không khí ở miền đông nam Bắc Mỹ hiện đại, với một số lượng các nhóm loài đại diện mà ngày nay được tìm thấy ở vùng cận nhiệt đới đến nhiệt đới và giới hạn ở Cựu thế giới. Khi A. mayri đã được mô tả, thành hệ Florissant được coi từ thế Miocen, dựa trên thực vật và động vật được bảo tồn. Nhưng nghiên cứu hóa thạch sau đó cho thấy chúng có niên đại xưa hơn và năm 1985 thì thành hệ được xác định lại niên đại là từ thế Oligocene. Việc tinh lọc tiếp theo về xác định niên đại của thành hệ sử dụng phương pháp xác định niên đại bằng phép đo phóng xạ các tinh thể sanidine đã dẫn đến việc kết luận niên đại 34 triệu năm. Điều này đặt thành hệ trong giai đoạn cuối Priabonia Ecocen.
Cùng với một số mẫu vật loại côn trùng khác, mẫu gốc A. donisthorpei là một phần của nhà sưu tập côn trùng Samuel Hubbard Scudder tặng cho Harvard năm 1902. Hóa thạch lần đầu tiên được nghiên cứu bởi nhà cổ côn trùng học Frank M. Carpenter của Museum of Comparative Zoology; năm 1930 mô tả của ông về loài mới được công bố trên Bulletin of the Museum of Comparative Zoology. Danh pháp cụ thể donisthorpei không được cung cấp với mô tả mẫu vật. A. donisthorpei là một trong hai loài Aphaenogaster mô tả trong bài báo, loài kia là Aphaenogaster donisthorpei, cả hai đều từ thành hệ Florissant.